# Tibor Hajdú
Tibor Hajdú OSB (ur. 22 października 1858 w Pakodze, zm. 21 października 1918) – węgierski duchowny rzymskokatolicki, benedyktyn, opat terytorialny Pannonhalma.

## Biografia
28 marca 1910 wybrany został opatem terytorialnym Pannonhalma. Pełnił tę funkcję do śmierci 21 października 1918.